# Desmodorella spineacaudata
Desmodorella spineacaudata is een rondwormensoort. De wetenschappelijke naam van de soort is voor het eerst geldig gepubliceerd in 1998 door Verschelde, Gourbault & Vincx.